# À San Remo
 (octobre 2021).
Si vous disposez d'ouvrages ou d'articles de référence ou si vous connaissez des sites web de qualité traitant du thème abordé ici, merci de compléter l'article en donnant les références utiles à sa vérifiabilité et en les liant à la section « Notes et références ».
Pour les articles homonymes, voir San Remo.
Pour plus de détails, voir Fiche technique et Distribution.
À San Remo est un court métrage français réalisé par Julien Donada, sorti le 15 avril 2004.

## Synopsis
Ballade transfrontalière sentimentale et nostalgique d'un homme (Daniel Duval) en mal d'amour entre sa femme Michèle (Claude Jade) et une étrange jeune fille (Silvana Gasparini)...

## Fiche technique
- Titre : À San Remo
- Réalisation : Julien Donada
- Scénario : Julien Donada
- Production : Nicolas Brevière
- Musique : Pascal Trystram
- Photographie : Nicolas Dixmier
- Montage : Muriel Breton
- Décors : Teresa Prothmann
- Pays d'origine :  France
- Format : couleur - 1,85:1 - Dolby Surround - 35 mm
- Genre : drame
- Durée : 22 minutes
- Date de sortie : 15 avril 2004 (France)

## Distribution
- Daniel Duval : Étienne
- Silvana Gasparini : Myriam
- Claude Jade : Michèle
- Jérémy Lemaire : Olivier
- Jean-Jacques Benhamou: le voisin